# José Leitão de Barros
José Leitão de Barros (Lisbona, 22 ottobre 1896 – Lisbona, 29 giugno 1967) è stato un regista, sceneggiatore, montatore giornalista portoghese.
Personalità dai molteplici interessi, Leitão de Barros si distingue tra i registi a lui contemporanei per aver anticipato il movimento cinematografico da cui sarebbe scaturita la cosiddetta antropologia visuale.

## Biografia
Proveniente da una famiglia della classe media (il padre, Joaquim José de Barros, era un ufficiale), José Leitão de Barros nacque a Lisbona nel 1896. Frequentò l'Università di Lisbona e dopo aver completato la sua formazione presso l'Escola Normal Superior de Lisboa fu docente di scuola secondaria. Successivamente si interessò alle arti visive, avendo l'oportunità di esporre alcune sue opere in Portogallo, in Spagna ed in Brasile. Sposò nel 1923 la pittrice Helena Roque Gameiro, figlia dell'importante pittore e disegnatore Alfredo Roque Gameiro. Protagonista del cinema portoghese quando questo era «tecnicamente equipaggiato allo stesso livello dell’industria cinematografica europea», il che avvenne in due occasioni, a quanto testimonia Manoel de Oliveira: tra gli anni Dieci e gli anni Venti con la Invicta Filmes, dopo che la Rivoluzione del 5 ottobre 1910 aveva impiantato «una delle più giovani Repubbliche europee», e all’inizio degli anni Trenta con la Tobis-Klangfilm, quando, dopo il Colpo di stato portoghese del 1926 che aveva affossato le innovazioni precedenti, Leitão de Barros, che aveva già mostrato il proprio talento in Nazaré, praia de pescadores e Maria do Mar, nel 1931 ottiene un «clamoroso successo commerciale con la commercializzazione in Brasile del primo film sonoro portoghese, A Severa», successo in base al quale la stessa Tobis-Klangfilm (meglio conosciuta come Tobis Portuguesa) venne costituita, quale succursale della Tobis Tonbild-Syndikat AG.
Leitão de Barros ricoprì diversi incarichi di rilievo nel panorama culturale dell'Estado Novo: in particolare fu vice-segretario dell'Exposição do Mundo Português; animatore della Feira Popular di Lisbona e direttore della Sociedade Nacional de Belas Artes.

## Fortuna
Georges Sadoul alla scheda su Barros nella sua Enciciclopedia del cinema non cita A Severa e si limita ad elencare, secondo il proprio giudizio, i film migliori del regista, il documentario Nazaré, praia de pescadores, Maria do Mar e Ala-Arriba!, che «si fanno apprezzare per la bella fotografia, l’uso degli esterni, a volte quello degli attori non professionisti». A ciò il critico francese aggiunge: «dovette però anche accettare mediocri ordinazioni di carattere ufficiale: Inés de Castro del 1945 e Camões del 1946».
A Severa è un film sulla vita della fadista portoghese Maria Severa Onofriana tratto dal romanzo omonimo di Júlio Dantas, interpretato dalla cantante di fado Dina Teresa. Per la sceneggiatura il regista si avvalse di due francesi, René Clair e Jacques-Bernard Brunius, un pioniere del montaggio
Maria do Mar mette in scena la quotidianità degli abitanti di un borgo nei mutamenti stagionali ed è stata considerata la «seconda etnofiction nella storia del cinema dopo (...) L'ultimo Eden di Robert J. Flaherty».

## Conflitti
L'ultimo film, Vendaval Maravilhoso, del 1949, «il film portoghese più caro sino ad allora», una coproduzione Portogallo-Brasile, si rivelò un disastro e, malgrado la presenza di Amalia Rodrigues, segnò la fine delle commedie delle cantigas definite il «cancro del cinema nazionale» da António Ferro quando «alla fine del 1947, abbandonava il Secretariado Nacional de Informação». Lo stesso Ferro proponeva, «come modello da seguire quelli che chiamava "film del quotidiano" e che esemplificava con Aniki Bóbó, il più incompreso dei film degli anni Quaranta».

## Filmografia

### Lungometraggi
- Maria do Mar (1929)
- A Severa (1931)
- As Pupilas do Senhor Reitor (1935)
- Maria Papoila (1937)
- Ala-Arriba! (1942)
- Inés de Castro (1945)
- Camões (1946)
- Vendaval Maravilhoso (1949)

### Documentari
- Nazaré, praia de pescadores (1928)
- Lisboa (1930)